# Син-тянь
Син-тянь (кит. 刑天, пиньинь Xíngtiān — «бедствие/наказание, кара небесам») — божественный великан в древнекитайской мифологии. В седьмой главе «Шань хай цзин» («Книги гор и морей») повествуется о его борьбе с небесным императором Хуан-ди, которая закончилась поражением Син-тяня. Отрубленную голову врага Хуан-ди закопал у горы Чанъян-шань. Но обезглавленный Син-тянь не сдался, сотворив рот из своего пупа, глаза из сосков, и, вооружившись щитом и топором (или копьём), он принялся исполнять воинственный танец, желая продолжить борьбу.

## Син-тянь в классической китайской литературе
Помимо «Книги гор и морей», образ Син-тяня также встречается в поэме Тао Юаньмина (367—427 гг.).
В повести Лу-ши, составленной Ло Ми (Luo Mi), Син-тянь описывается как министр «огненного императора» Янь-ди, который сочинил для крестьян мелодии, исполняемые во время пахоты и сбора урожая. Однако написание имени Син-тяня имеет здесь некоторое отличие в форме иероглифа Син, поэтому неясно, идентичен ли он великану из мифологии или оба представляют собой разных персонажей.

## Описание на гадательных костях
Согласно старинным надписям на гадательных костях (XIV—XI вв. до н. э), первоначально, в давние времена, великан Син-тянь, который в ту пору не имел имени, был последователем Янь-ди. После победы Жёлтого императора над Янь-ди в битве Бань-цюань, Син-тянь последовал за своим хозяином в изгнание на юг страны.
Впоследствии, когда Жёлтый император победил и казнил великана Чи Ю, Син-тянь вышел с топором и щитом против победителя. Он прорвался к южным воротам Небесного Двора и бросил вызов Жёлтому Императору, вызывая того на поединок. Завязался свирепый бой: меч Императора против топора Великана. Бились они на всём протяжении пути, ведущего с небес на гору Чанъян-шань (кит. 常羊之山). Там применил Жёлтый император хитрую уловку, которая отвлекла внимание его могучего противника, в этот миг бросился вперёд, одним ударом обезглавив Син-тяня, чья голова покатилась к подножию горы, издавая громогласный рёв.
Вместо того, чтобы умереть, Син-тянь стал искать свою голову на ощупь. В ответ Жёлтый император рассёк гору своим мечом, и голова укатилась в образовавшуюся расселину, а гора сомкнулась. Тогда Син-тянь прекратил бесплодные поиски, и вместо этого попытался использовать свои соски вместо глаз, которыми, однако, не мог видеть, а пупок вместо рта, не способного, однако, открываться. Также он начал дико плясать, что привело к поговорке «刑天舞干戚，猛志固常在». После этих событий безголовый великан и получил своё имя, которое означает «Тот, чья голова была отрублена».

## Символизм
Син-тянь символизирует неукротимый дух, который никогда не сдаётся и сохраняет волю к сопротивлению, независимо от того, какие могут впереди ожидать неприятности и несчастья.

## Этимология
Китайский исследователь Юань Кэ предположил, что в имени Син-тяня на древних гадальных костях и бронзовых сосудах используется начертание знака «тянь» — «небо», в древней форме он напоминает рисунок человечка, имеющего большую голову. Исходя из этого, полный буквальный перевод имени «Син-тянь» будет означать «покаранное (или „наказанное“) небо».